# 清水ひとみ
清水 ひとみ（しみず ひとみ、1962年2月17日 - ）は、元女優、ストリッパー。身長160cm・スリーサイズはB83・W59・H87。

## 経歴
OLからストリッパーに転進。「元祖オナニークィーン」と呼ばれ、連日、雑誌やスポーツ紙にも大きくとりあげられた。評論家・作家・コピーライターなどの紹介によって一般のマスコミでも話題となり、ストリッパーのアイドル路線を切り拓いた。
渋谷道頓堀劇場で人気を博した「劇団かぐや姫」のヒロイン。一見普通の女の子だが、舞台では「本気でイッちゃうから楽日にはゲッソリやせちゃうの」と発言するほどの迫真の艶技をみせる一生懸命さがウケた。200人余りを有するファンクラブも存在した。
1986年、ストリップを引退。以降は女優に転身。
1999年の札幌道頓堀劇場のオープン、2001年の渋谷道頓堀劇場再オープンの立ち上げに、社長として経営参加する。しかし経営は成功せず、2007年4月の札幌道頓堀劇場摘発事件以降は表舞台から姿を消した。

## 出演

### テレビドラマ
- 木曜ゴールデンドラマ（YTV）
  - 「江夏八重子の生涯」（1988年）
  - 「鉄窓の中の天使」（1991年）- 和泉恵子 役
- 親娘不倫ゲーム（1989年、TBS）
- 連続テレビ小説（NHK）
  - 青春家族（1989年）
- あぶないマドンナたち（1989年、TBS）
- 水曜グランドロマン「私のピノッキオ」（1989年9月13日、NTV）
- 土曜ワイド劇場（テレビ朝日）
  - 「瀬戸内ミステリー海流　無人島の首なし死体　尾道フェリーの女」（1990年7月14日、松竹）- 石田静代 役
  - 西村京太郎トラベルミステリー 第20作「裏切りの中央本線」（1991年10月5日、東映） - 片山今日子 役
  - 新・女弁護士 朝吹里矢子 第3作「逆転の法廷!」（1996年） - 藤村好江 役[1]
- 君だけに愛を（1991年、NTV）- 村上香 役
- 月曜ドラマスペシャル「遺言パニック」（1991年6月3日、TBS）
- 土曜ドラマ（NHK）
  - 遠い国からの殺人者（1995年） - 木山澄代
- NHK大河ドラマ「秀吉」（1996年、NHK）- たか 役
- はぐれ刑事純情派 （テレビ朝日）
  - 第3シリーズ 第8話「囮捜査!? 受刑者の愛人」（1990年）
  - 第4シリーズ 第26話「連続レイプ魔! 盗み撮りされた婦人警官」（1991年）- 岩崎千春 役
  - 第5シリーズ 第22話「心のリサイクル・偽証する元婦人警官」（1992年）- 岩崎千春 役
- 八丁堀捕物ばなし 第8話 「待ち伏せ」（1993年 - 1994年、CX）- お仙 役
- 松本清張ドラマスペシャル・白い闇（1996年2月8日、TX・C.A.L）
- 南町奉行事件帖 怒れ!求馬（1997年 TBS・C.A.L）第11話「肥前守暗殺!」- お蘭 役
- 鬼平犯科帳（CX / 松竹）
  - 第4シリーズ 第17話「さざ浪伝兵衛」（1993年）- おだい 役
  - 第5シリーズ 第2話「怨恨」（1994年）- おさき 役
  - 第7シリーズ 第15話「見張りの見張り」（1997年）- お六 役
- 外科医 有森冴子「第6話 ストリッパー物語」
- いのち草
- 火曜サスペンス劇場 （日本テレビ）
  - 「深夜の法廷」（1994年2月22日）- 高村伴代 役
  - 新・女検事 霞夕子第12作「捨てられた女」（1997年9月16日）- 久保文子（杉田かおる）の仕事仲間・松本妙子 役
  - 警視庁鑑識班第9作「麻薬の甘い誘惑 ― 娘が危ない!夫に内密で殺された売人に接触した刑事の妻」（2000年4月18日）- ヨシエ 役
- 金曜エンタテイメント（フジテレビ系）
  - 女検死官（2000年7月21日）- 杉田真紀 役

### その他の番組
- 加トちゃんケンちゃんごきげんテレビ（1988年2月13日、TBS）
- 一枚の写真（1991年、フジテレビ）

### 映画
- ほんの5g（1986年、松竹）- 松田光子 役
- 極道渡世の素敵な面々（1988年、東映）- かおる 役
- 陽炎（1991年、松竹）- 君勇 役
- 女殺油地獄（1992年版、松竹）
- 屋根裏の散歩者（1994年版）- 魚谷和枝 役
- 元気の神様（1998年、ゼアリズエンタープライズ）- 由紀の恋人の妻 役
- 蒸発旅日記（2003年、ワイズ出版）- 姐さん踊り子 役

### オリジナルビデオ
- 魔界転生 THE ARMAGEDDON（1996年、春日局）
- 電脳大奥（1997年）

### 声優出演
- 花と蛇 The Animation（朱美）